# Воздушно-космические силы Франции
Воздушно-космические силы Франции (фр. Armée de l'air et de l'espace) — один из видов вооружённых сил Франции.
Созданы в составе французской армии в 1910 году под названием Aéronautique Militaire. ВВС Франции активно участвовали в Первой и Второй мировых войнах. После оккупации страны Германией в 1940 году национальные военно-воздушные силы раскололись на ВВС Виши и ВВС «Свободной Франции». В современном виде существуют с 1943 года.

## История
Созданы в составе французской армии в 1910 году под названием Aéronautique Militaire. ВВС Франции активно участвовали в Первой и Второй мировых войнах. В 1920-х годах ВВС Франции были крупнейшими в мире (на 1922 г. — 123 эскадрильи, 1050 самолётов только современных систем). В июне 1940 года французский бомбардировщик F.220 стал первым самолётом союзников, нанёсшим бомбовый удар по Берлину. После оккупации страны Германией национальные военно-воздушные силы раскололись на ВВС Виши и ВВС «Свободной Франции». В современном виде существуют с 1943 года.
12 сентября 2020 года официально объявлено о переформировании ВВС в воздушно-космические силы (ВКС) в связи с расширением интересов Франции в сторону космического пространства.

## Структура
ОШС ВКС Франции прописана в Законе об обороне Французской Республики (часть 3, том 2, разд. 2, гл. 4). Командующим ВКС Французской Республики является Начальник штаба ВКС (Chef d'état-major de l’Armée de l’air et de l’espace).
Главный штаб ВКС Франции (L'état-major de l’Armée de l’air et de l’espace (EMAAE)) является одним из трёх главных штабов видов вооруженных сил Франции, наряду с главным штабом СВ и главным штабом ВМС. Все главные штабы видов вооруженных сил Франции размещены в штабном комплексе Министерства обороны Франции (Hexagone Balard — «Гексагон Балар»), неформально называемом «французским пентагоном». Комплекс расположен на окраине Парижа в 15 округе на площади Балар.

### Стратегическое авиационное командование
Стратегическое авиационное командование (Commandement des forces aeriennes strategiques (CFAS)) занимается управлением воздушной компонентой стратегических ядерных сил (СЯС) Франции. Штаб командования находится на авиабазе Виллакубле (Base aérienne 107 de Villacoublay) в пригороде Парижа. Ему подчиняются 2 истребительно-бомбардировочные авиаэскадрильи (ибаэ): ибаэ 1/4 «Гасконь» (Escadron de chasse 1/4 Gascogne) и ибаэ 2/4 «Лафайет» (Escadron de chasse 2/4 La Fayette) на авиабазе Сен-Дизье — Робинсон. В составе также есть заправочная авиаэскадрилья 1/31 «Бретань» (Escadron de ravitaillement en vol et de transport stratégique 1/31 Bretagne) на авиабазе Истр.
На вооружении эскадрилий находятся истребители Рафаль и Мираж-2000N с крылатыми ракетами воздушного базирования (КРВБ) ASMP-A с ядерной боевой частью (ЯБЧ). Для дозаправки истребителей во время полёта в распоряжении Стратегического авиационного командования имеются стратегические самолёты-заправщики C-135FR и KC-135R.

### Командование авиации
Командование авиации (Commandement des forces aeriennes) осуществляет административное руководство всеми силами и средствами ВВС. Штаб расположен на авиабазе (АвБ) Бордо — Мериньяк (base aérienne 106 Bordeaux-Mérignac).
Командованию подчинены все подразделения и части ВКС (шесть авиационных и вспомогательных бригад) на территории Франции:
- Бригада истребительной авиации (brigade aérienne de l’aviation de chasse (BAAC))
  - Эскадрильи ПВО и боевой авиации (Rafale, Mirage 2000-5F, Mirage 2000B/C/D), эскадрилья воздушной разведки (Transall, Gabriel и др. типы ЛА)
- Бригада военно-транспортной авиации (brigade aérienne d’appui et de projection (BAAP))
  - («Транзаль» C-160, «Геркулес» C-130, «Aэробус» 310/319, «Фалькон»50/900, «Пума» SA330, «Фенек» AS550/555, «Кугуар» AS332, TBM-700 и др. типы ЛА)
- Бригада контроля воздушного пространства, связи и РЭБ (brigade aérienne de contrôle de l’espace (BACE))
  - воздушные пункты ДРЛО E-3F, наземные РЛС ПВО, части оповещения и связи[фр.], система общевойскового оповещения и связи[фр.]/DIRISI (действует с 2007 г.)
- Бригада сил специального назначения[фр.] (Brigade des Forces Spéciales Air (BFSA))
  - 10-й парашютно-десантный полк специального назначения (Commando parachutiste de l’air n° 10) и другие подразделения и части специального назначения
- Бригада систем авиационного вооружения (brigade aérienne des systèmes d’armes aériens (BASAA))
- Бригада обеспечения действий авиации (brigade aérienne d’appui à la manœuvre aérienne (BAAMA))[5]

Подразделения ВКС сведены в авиационные базы. Авиабаза занимается организацией подготовки и тыловым обеспечением подразделений ВКС. В материковой Франции расположено 27 авиабаз, из которых 18 с взлётно-посадочными полосами. В заморских департаментах на 2018 год было развёрнуто 4 авиабазы: 181 La Réunion (Реюньон), 186 Nouméa (Новая Каледония), 195 Mururoa (Французская Полинезия), 367 Cayenne-Rochambeau (Французская Гвиана). Шесть авиабаз находится на территории независимых стран: 101 Niamey (Нигер), Эль-Дафра (ОАЭ), 172 Fort-Lamy (Чад), 188 Djibouti (Джибути), 175 Libreville (Габон), и передовая оперативная авиабаза на иорданской авиабазе «Принц Хасан».
Авиация сосредоточена в эскадрах (escadre), которые состоят из эскадрилий (escadron), состоящих, в свою очередь, из звеньев (escadrille). Всего в ВКС Франции 13 эскадрилий боевой авиации (12 истребительных и 1 разведывательная), 4 вертолётные эскадрильи, 1 эскадрилья БЛА, 35 эскадрилий вспомогательной авиации, включая учебные.
| Эскадра | Авиабаза                                         |
| --- | ------------------------------------------------ |
| 2-я истребительная эскадра (2e escadre de chasse)                                                                     | Люксей — Сен-Совёр (116 Luxeuil-Saint Sauveur)   |
| 3-я истребительная эскадра (3e escadre de chasse)                                                                     | Нанси — Оше (133 Nancy-Ochey)                    |
| 4-я истребительная эскадра (4e escadre de chasse)                                                                     | Сен-Дизье — Робинсон (113 Saint-Dizier-Robinson) |
| 8-я истребительная эскадра (8e escadre de chasse)                                                                     | Казо (120 Cazaux)                                |
| 30-я истребительная эскадра (30e escadre de chasse)                                                                   | Мон-де-Марсан (118 Mont-de-Marsan)               |
| 31-я эскадра стратегической заправочной авиации (31e escadre aérienne de ravitaillement et de transport stratégiques) | Истр (125 Istres)                                |
| 36-я эскадра ДРЛО и управления (36e escadre de commandement et de conduite aéroportée )                               | Авор (702 Avord)                                 |
| 61-я транспортная эскадра (61e escadre de transport)                                                                  | Орлеан — Бриси (123 Orléans-Bricy)               |
| 62-я транспортная эскадра (62e escadre de transport)                                                                  | Орлеан — Бриси (123 Orléans-Bricy)               |
| 64-я транспортная эскадра (64e escadre de transport)                                                                  | Эвре — Фовиль (105 Évreux-Fauville)              |
| 33-я разведывательно-ударная эскадра (33e escadre de surveillance, de reconnaissance et d’attaque)                    | Коньяк-Шатобернар (709 Cognac-Châteaubernard)    |
| Эскадра ПВО (Escadre sol-air de défense aérienne)                                                                     | Авор (702 Avord)                                 |
| Вертолётные эскадрильи                                                                                                |                                                  |
| Вертолётная эскадрилья 1/44 «Соленцара» (Escadron d’hélicoptères 1/44 Solenzara)                                      | Соленцара (126 Solenzara)                        |
| Вертолётная эскадрилья 1/67 «Пиренеи» (Escadron d’hélicoptères 1/67 Pyrénées)                                         | Казо (120 Cazaux)                                |
| Вертолётная эскадрилья 3/67 «Паризи» (Escadron d’hélicoptères 3/67 Parisis)                                           | Виллакубле (107 Villacoublay)                    |
| Вертолётная эскадрилья 5/67 «Альпий» (Escadron d’hélicoptères 5/67 Alpilles)                                          | Оранж — Карита (115 Orange-Caritat)              |
| Отдельные истребительные эскадрильи за пределами метрополии                                                           |                                                  |
| Истребительная эскадрилья 1/7 «Прованс» (Escadron de chasse 1/7 Provence)                                             | Эль-Дафра (Al Dhafra)                            |
| Истребительная эскадрилья 3/11 «Корc» (Escadron de chasse 3/11 Corse)                                                 | Джибути (188 Djibouti)                           |
| Отдельные транспортные эскадрильи                                                                                     |                                                  |
| Транспортная эскадрилья 3/60 «Эстерель» (Escadron de transport 3/60 Esterel)                                          | Виллакубле (107 Villacoublay)                    |
| Транспортная эскадрилья 1/62 «Веркор» (Escadron de transport 1/62 Vercors)                                            | Эвре — Фовиль (105 Évreux-Fauville)              |
| Транспортная эскадрилья 3/62 «Венту» (Escadron de transport 3/62 Ventoux)                                             | Эвре — Фовиль (105 Évreux-Fauville)              |
| Транспортная эскадрилья 60 (Escadron de transport 60)                                                                 | Виллакубле (107 Villacoublay)                    |
| Учебно-транспортная эскадрилья 43 «Медок» (Escadron de transport 43 Médoc)                                            | Бордо — Мериньяк (106 Bordeaux-Mérignac)         |
| Прочее |                                                  |
| Смешанная авиагруппа 56 «Воклюз» (Groupe aérien mixte 56 Vaucluse )                                                   | Эвре — Фовиль (105 Évreux-Fauville)              |
| Эскадрилья БЛА 1/33 «Бельфор» (Escadron de drones 1/33 Belfort)                                                       | Коньяк-Шатобернар (709 Cognac-Châteaubernard)    |

### Командование воздушных операций и противовоздушной обороны
Командование воздушных операций и противовоздушной обороны (commandement de la défense aérienne et des opérations aériennes (CDAOA)) (до 2015 года дислоцировалось на территории авиабазы ВВС № 117 (Париж) (Base aérienne 117 Paris) с задачами организации ПВО страны, планирования всех текущих операций ВВС и подчинением всех сводных частей и соединений ВКС на передовых ТВД. Командование ВО-ПВО отвечает за организацию и управление воздушным движением всех военных летательных аппаратов, занимается контролем космического пространства. Указанные задачи возложены на национальный центр управления воздушными операциями (Centre National des Opérations Aériennes (CNOA)) (авиабаза Мон-Верден).

### Космическое командование
Космическое командование (Commandement de l’espace (CDE)) создано в 2019 году в соответствии с новой военно-космической доктриной для обеспечения космической обороны, наблюдения и управления военными космическими аппаратами.

## Вооружение и военная техника
Данные о технике и вооружении ВВС Франции взяты из бюллетеня The Military Balance 2024
| Изображение           | Тип                                                                                          | Производство       | Назначение                                                                  | Количество      | Примечания |
| Боевые самолёты       | Боевые самолёты                                                                              | Боевые самолёты    | Боевые самолёты                                                             | Боевые самолёты | Боевые самолёты |
| --------------------- | -------------------------------------------------------------------------------------------- | ------------------ | --------------------------------------------------------------------------- | --------------- | --- |
|                       | Dassault Aviation Mirage 2000-5FDassault Aviation Mirage 2000BDassault Aviation Mirage 2000D | Франция            | Многоцелевой истребительУчебно-боевой истребительИстребитель-бомбардировщик | 27760           | C Поставлялся в 1984—1998. 2000-5 Модернизированная версия 2000С B Поставлялся с 1984 года D Поставлялись с 1993. МФИ. 55 истребителей Mirage 2000D будут обновлены до уровня Mirage 2000D RMV |
|                       | Dassault Aviation Rafale BDassault Aviation Rafale C                                         | Франция            | Многоцелевой истребитель                                                    | 5441            | ДвухместныйОдноместный |
| Специальные самолёты  |                                                                                              |                    |                                                                             |                 | |
|                       | Boeing E-3F Sentry                                                                           | США                | Самолёт ДРЛО                                                                | 4               | |
|                       | Transall C-160G Gabriel                                                                      | Франция / Германия | Самолет радиоэлектронной разведки                                           | 2               | По новой программе вооружений будет закуплено три новых самолета РЭР |
|                       | Beech 350ER King Air                                                                         | США                | Самолёт-разведчик                                                           | 2               | |
|                       | Airbus A330 MRTT Phénix                                                                      | Европейский союз   | Топливозаправщик                                                            | 12              | К 2030 году — 15 единиц |
|                       | Boeing C-135FRBoeing KC-135 Stratotanker                                                     | США                | Топливозаправщик                                                            | 3               | Ещё 7 самолётов C-135FR назодятся в резерве |
|                       | KC-130J Hercules                                                                             | США                | Топливозаправщик                                                            | 2               | |
| Транспортные самолёты |                                                                                              |                    |                                                                             |                 | |
|                       | Airbus A400M                                                                                 | Европейский союз   | Транспортный самолёт                                                        | 21              | Заказано 50 |
|                       | Lockheed C-130H / C-130H-30Lockheed C-130J                                                   | США                | Транспортный самолёт                                                        | 144             | |
|                       | CASA CN-235M-100CASA CN-235M-300                                                             | Европейский союз   | Транспортный самолёт                                                        | 198             | |
|                       | De Havilland Canada DHC-6-300                                                                | Канада             | Транспортный самолёт                                                        | 5               | |
|                       | Embraer EMB-121 Xingu                                                                        | Бразилия           | Вспомогательный самолет                                                     | 22              | |
|                       | Socata TBM-700                                                                               | Франция            | Вспомогательный самолет                                                     | 15              | |
|                       | Airbus A330-200                                                                              | Европейский союз   | VIP самолёт                                                                 | 1               | |
|                       | Dassault Aviation Falcon 900                                                                 | Франция            | VIP самолёт                                                                 | 3               | |
|                       | Dassault Falcon 2000                                                                         | Франция            | Административный самолёт                                                    | 2               | |
|                       | Dassault Falcon 7X                                                                           | Франция            | Административный самолёт                                                    | 2               | |
| Учебные самолёты      |                                                                                              |                    |                                                                             |                 | |
|                       | Dassault/Dornier Alpha Jet                                                                   | Франция / Германия | Учебно-боевой самолёт                                                       | 45              | |
|                       | SAN Jodel D.140                                                                              | Франция            | Учебно-тренировочный самолёт                                                | 17              | |
|                       | Extra Flugzeugbau EA300                                                                      | Германия           | Учебно-тренировочный самолёт                                                | 3               | |
|                       | Grob G 120AF                                                                                 | Германия           | Учебно-тренировочный самолёт                                                | 17              | В лизинге |
|                       | Cirrus SR20                                                                                  | США                | Учебно-тренировочный самолёт                                                | 13              | В лизинге |
|                       | Cirrus SR22                                                                                  | США                | Учебно-тренировочный самолёт                                                | 7               | В лизинге |
|                       | Pilatus PC-21                                                                                | Швейцария          | Учебно-тренировочный самолёт                                                | 17              | |
| Вертолёты             |                                                                                              |                    |                                                                             |                 | |
|                       | AS555 Fennec                                                                                 | Франция            | Многоцелевой вертолёт                                                       | 37              | |
|                       | Aerospatiale SA330B Puma                                                                     | Франция            | Транспортный вертолёт                                                       | 20              | |
|                       | Eurocopter AS332C Super PumaEurocopter AS332L Super Puma                                     | Франция            | Транспортный вертолёт                                                       | 14              | |
|                       | H225M Caracal                                                                                | Европейский союз   | Транспортный вертолёт                                                       | 11              | |
| БПЛА                  |                                                                                              |                    |                                                                             |                 | |
|                       | MQ-9 Reaper                                                                                  | США                | БПЛА                                                                        | 12              | |
| ПВО                   |                                                                                              |                    |                                                                             |                 | |
|                       | SAMP/T                                                                                       | Франция Италия     | ЗРК большой дальности                                                       | 40 ПУ           | |
|                       | Crotale NG                                                                                   | Франция            | ЗРК малой дальности                                                         | 20 ПУ           | |

## Опознавательные знаки

Опознавательный знак ВКС Франции

### Эволюция опознавательных знаков
| Опознавательный знак | Знак на фюзеляж | Знак на киль | Порядок нанесения |
| -------------------- | --------------- | ------------ | ----------------- |
|                      |                 |              |                   |
|                      |                 | нет          |                   |

## Знаки различия

### Военнослужащие начальствующего офицерского состава
| Категории       | Генералы Officiers généraux | Генералы Officiers généraux | Генералы Officiers généraux  | Генералы Officiers généraux | Старшие офицеры Officiers supérieurs | Старшие офицеры Officiers supérieurs | Старшие офицеры Officiers supérieurs | Младшие офицеры Officiers subalternes | Младшие офицеры Officiers subalternes | Младшие офицеры Officiers subalternes | Младшие офицеры Officiers subalternes |
| Код ВС Франции  | O-9                         | O-8                         | O-7                          | O-6                         | O-5                                  | O-4                                  | O-3                                  | O-2                                   | O-1                                   | O-1                                   | O-1                                   |
| Код НАТО        | OF-9                        | OF-8                        | OF-7                         | OF-6                        | OF-5                                 | OF-4                                 | OF-3                                 | OF-2                                  | OF-1                                  | OF-1                                  | OF-1                                  |
| --------------- | --------------------------- | --------------------------- | ---------------------------- | --------------------------- | ------------------------------------ | ------------------------------------ | ------------------------------------ | ------------------------------------- | ------------------------------------- | ------------------------------------- | ------------------------------------- |
| Знаки различия  |                             |                             |                              |                             |                                      |                                      |                                      |                                       |                                       |                                       |                                       |
| Чин ВВС Франции | Général d’armée aérienne    | Général de corps aérien     | Général de division aérienne | Général de brigade aérienne | Colonel                              | Lieutenant- colonel                  | Commandant                           | Capitaine                             | Lieutenant                            | Sous- lieutenant                      | Aspirant                              |
| Русский перевод | Генерал армии ВВС           | Корпусной генерал ВВС       | Дивизионный генерал ВВС      | Бригадный генерал ВВС       | Полковник                            | Подполковник                         | Командир                             | Капитан                               | Лейтенант                             | Подлейтенант                          | Аспирант                              |
| Звание ВС РФ    | Генерал армии               | Генерал- полковник          | Генерал- лейтенант           | Генерал- майор              | Полковник                            | Подполковник                         | Майор                                | Капитан                               | Старший лейтенант                     | Лейтенант                             | Младший лейтенант                     |

### Военнослужащие рядового иунтер-офицерскогосостава
| Категории       | Прапорщики Sous-officiers | Прапорщики Sous-officiers | Прапорщики Sous-officiers | Сержанты Sergents | Сержанты Sergents | Солдаты Soldats et caporals | Солдаты Soldats et caporals | Солдаты Soldats et caporals | Солдаты Soldats et caporals | Солдаты Soldats et caporals |
| Код ВС Франции  | O-9                       | O-9                       | O-8                       | O-7               | O-6               | O-5                         | O-4                         | O-3                         | O-2                         | O-1                         |
| Код НАТО        | OR-9                      | OR-9                      | OR-8                      | OR-7              | OR-6              | OR-5                        | OR-4                        | OR-3                        | OR-2                        | OR-1                        |
| --------------- | ------------------------- | ------------------------- | ------------------------- | ----------------- | ----------------- | --------------------------- | --------------------------- | --------------------------- | --------------------------- | --------------------------- |
| Знаки различия  |                           |                           |                           | -                 |                   |                             |                             |                             |                             |                             |
| Чин ВВС Франции | Major                     | Adjudant- chef            | Adjudant                  | -                 | Sergent- chef     | Sergent                     | Caporal- chef               | Caporal                     | Aviateur de 1ère classe     | Aviateur de 2ème classe     |
| Русский перевод | Майор                     | Старшина-шеф              | Старшина                  | -                 | Сержант-шеф       | Сержант                     | Капрал-шеф                  | Капрал                      | Летчик 1-го класса          | Летчик 2-го класса          |
| Звание ВС РФ    | Старший прапорщик         | Прапорщик                 | Старшина                  | Старший сержант   | Сержант           | Младший сержант             | Ефрейтор                    | -                           | -                           | Рядовой                     |

## Галерея

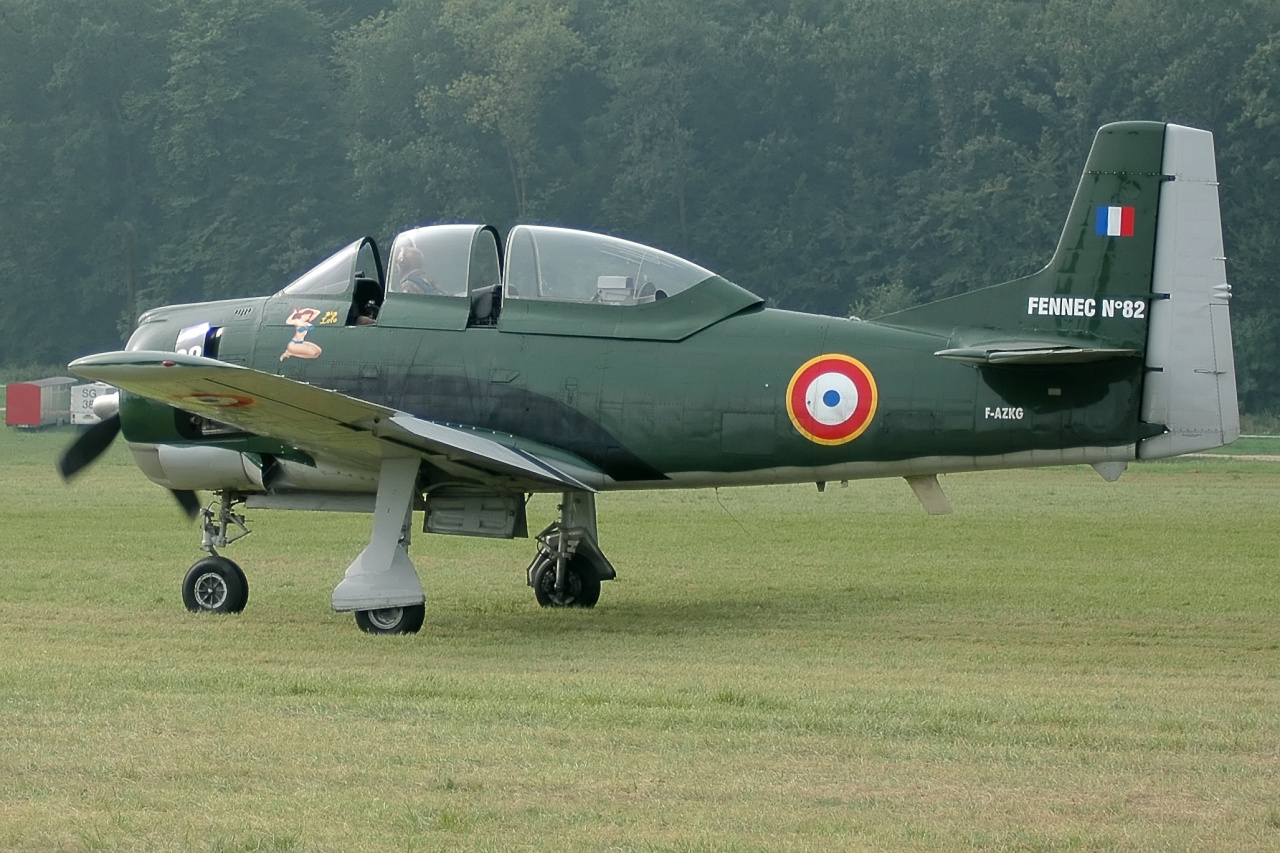
T-28 Trojan с опознавательными знаками ВВС Франции (1950-е гг.). Данный тип самолетов использовался ВВС Франции в качестве штурмовиков в войне в Алжире.
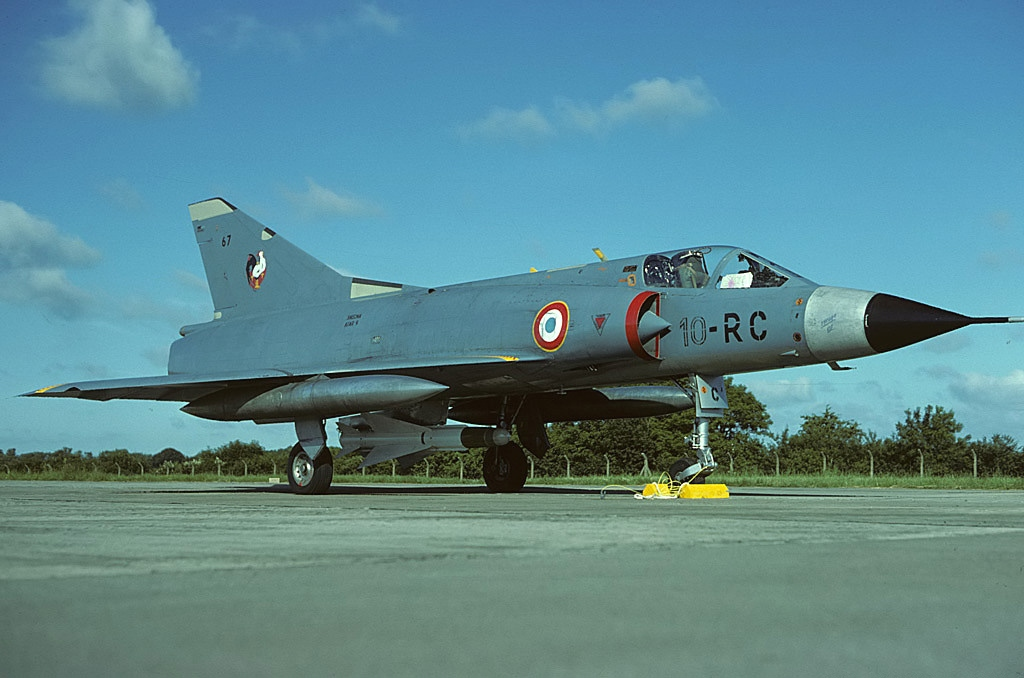
Истребитель-перехватчик «Мираж» IIIC из состава 2/10-й эскадрильи (Escadron de chasse 2/10 Seine) в 1980 году. На подфюзеляжной подвеске видна ракета «воздух — воздух» «Матра» R530.
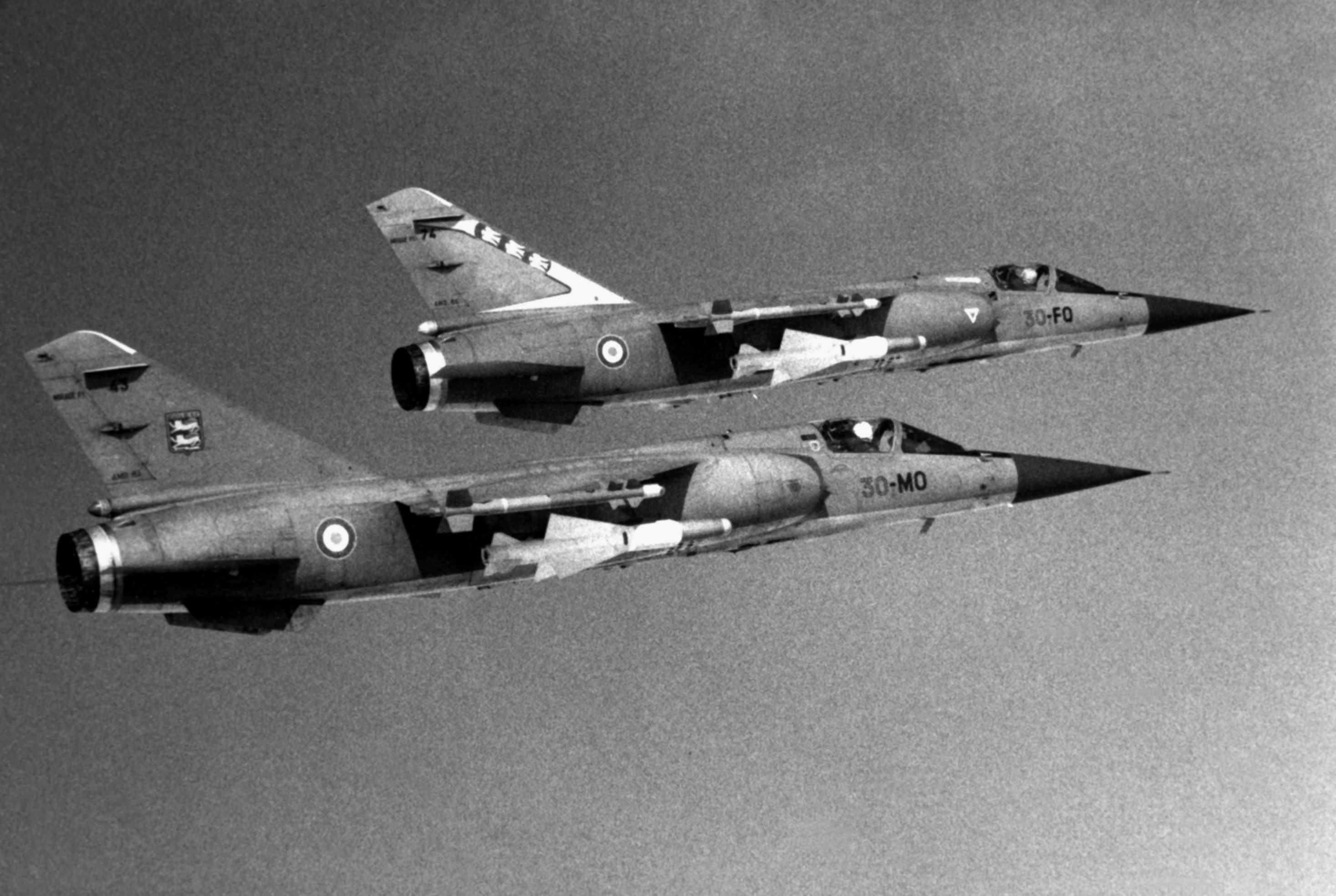
Истребители-перехватчики «Мираж» F-1 из состава 2/30-й эскадрильи «Нормандия-Неман» и 3/30-й эскадрильи (Escadron de chasse 3/30 Lorraine) (1986 год). На подкрыльевых пилонах подвешены ракеты «Матра» R530.
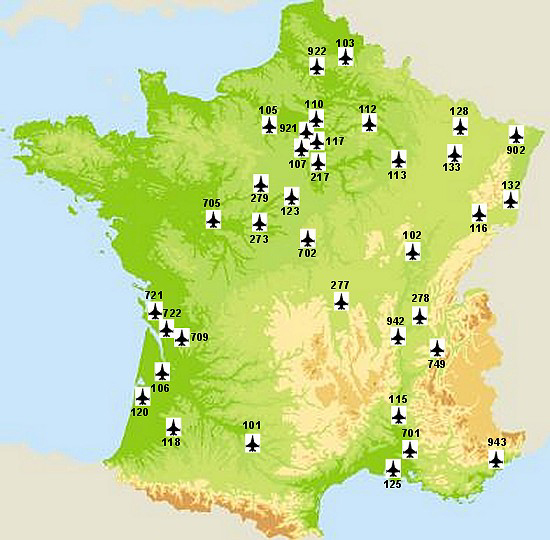
Пункты базирования ВКС Франции